# Mont Cameroun
Cet article possède un paronyme, voir Cameroun (homonymie).
Ne doit pas être confondu avec Petit mont Cameroun.
Le mont Cameroun est un volcan du Cameroun, point culminant de la ligne du Cameroun et de l'Afrique de l'Ouest avec, selon les estimations, 4 040, 4 070 ou 4 095 mètres d'altitude. Volcan actif, ses éruptions peu explosives de nature hawaïenne ou strombolienne se traduisent par l'ouverture de fissures volcaniques qui émettent des coulées de lave.

## Toponymie

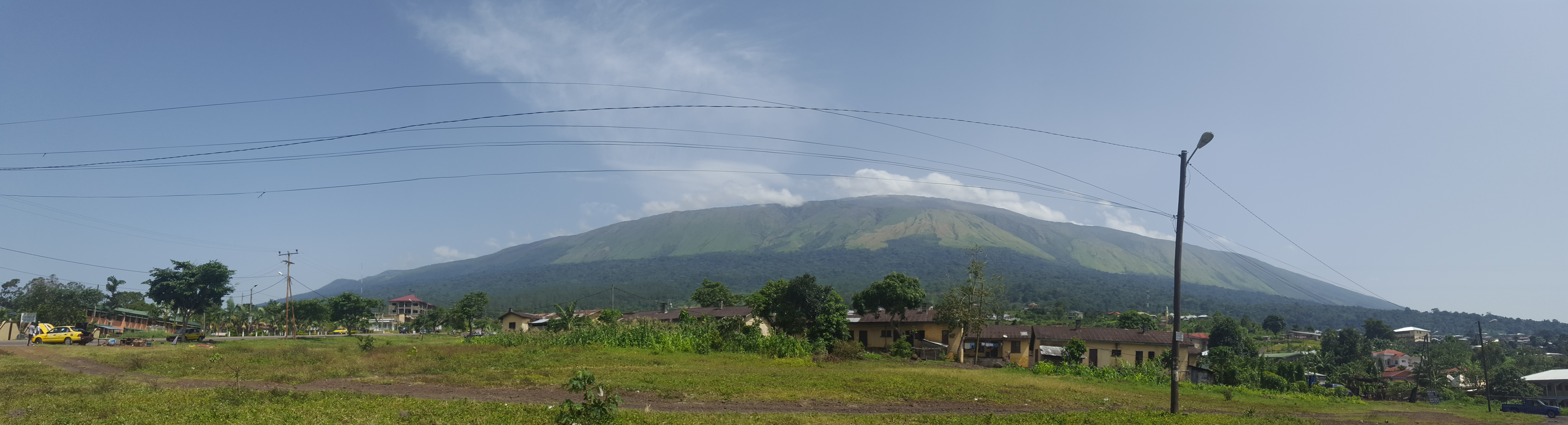
Vue du Fako.

Le mont Cameroun est appelé Mount Cameroon ou Cameroon Mountain en anglais et Mongo-mo-Ndemi en bakweri qui signifie en français « montagne des Dieux ». Le volcan était appelé Götterberg, Kamerungebirge ou encore Victoriaberg du temps de la colonisation allemande.
Le point culminant de la montagne est le Fako, un cratère volcanique, aussi appelé Manga-ma-Loba, Mongo-ma-Loba, Mungo-ma-Loba ou Mongo-ma-Lobo en bakweri qui signifie en français « montagne du Tonnerre ».

## Géographie

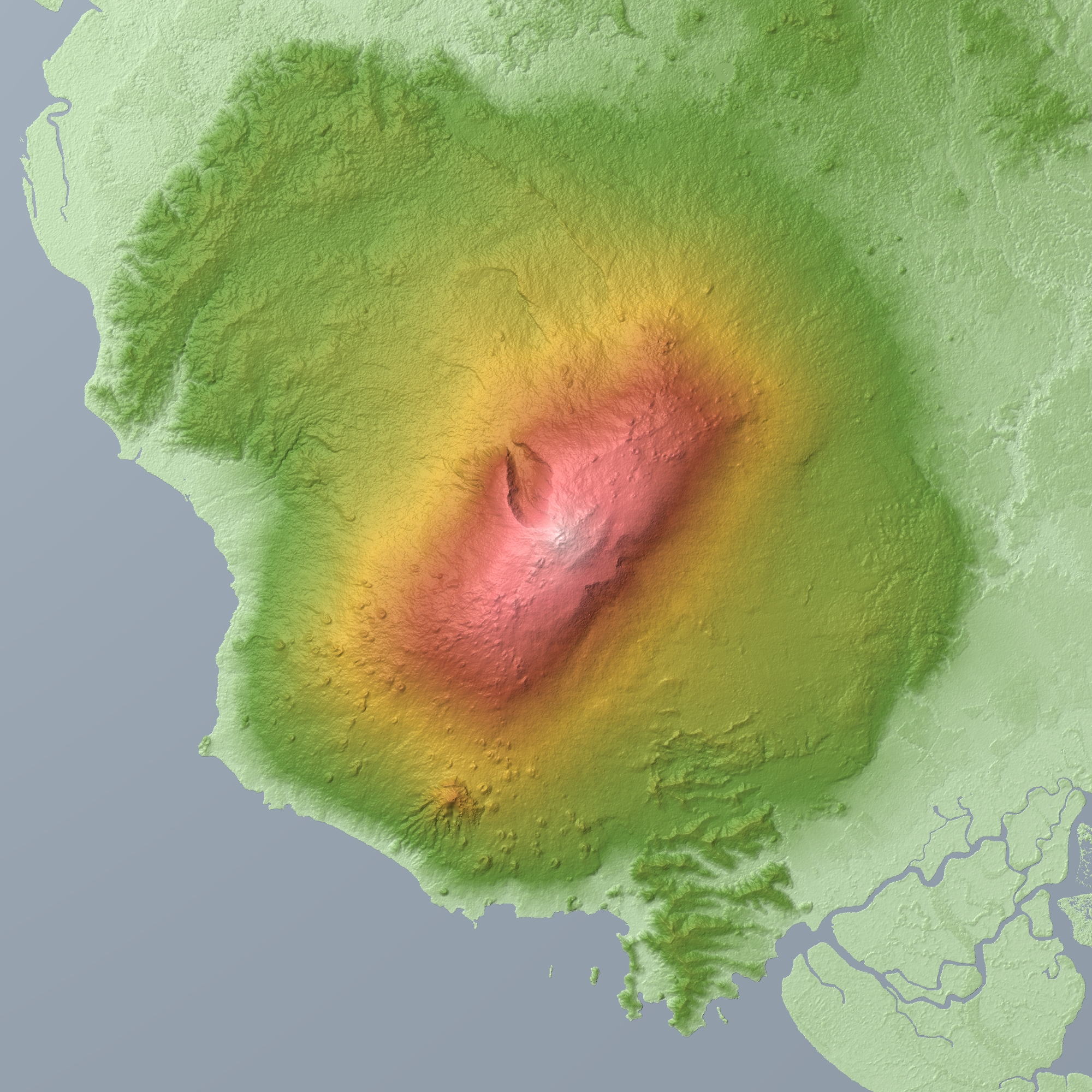
Modèle numérique de terrain du mont Cameroun.

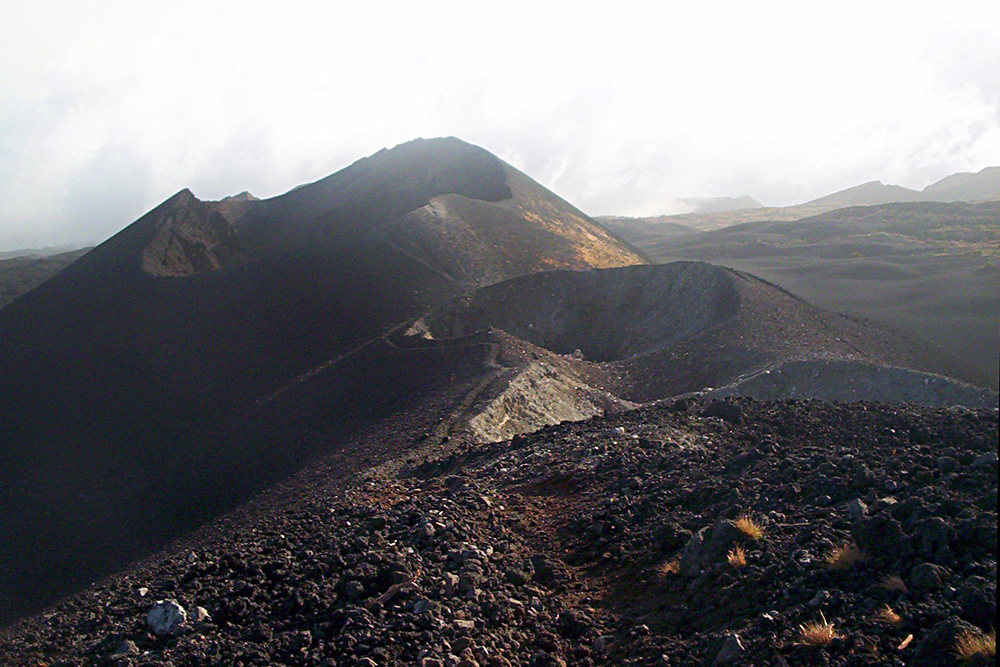
Cratères au sommet du mont Cameroun.

Le mont Cameroun est situé dans le Sud-Ouest du Cameroun, à proximité de la côte atlantique, face à l'île de Bioko en Guinée équatoriale. Cette île, le mont Cameroun et d'autres volcans appartiennent à la ligne du Cameroun, un ensemble de volcans et de massifs volcaniques soulignant un rift allant du golfe de Guinée jusqu'au lac Tchad,. Administrativement, le sommet de la montagne est situé à la limite des départements de Fako et de Meme, dans la région du Sud-Ouest. Douala, la plus grande ville du Cameroun, se trouve au sud-est.
Il s'agit de l'un des plus grands volcans boucliers ou stratovolcans,, d'Afrique avec un volume de 1 400 km3, et une superficie approchant les 1 300 km2. Il a la forme d'une ellipse presque régulière, orientée sud-sud-ouest à nord-nord-est, d'environ 50 km par 35 à sa base. Ce volcan rouge est né du volcanisme du rift de la ligne du Cameroun associé à celui d'un point chaud. Il est composé de laves basaltiques à trachy-basaltiques, telles des océanites, des hawaiites, des trachytes, des téphrites et des phonolites. Le mont Cameroun forme une montagne isolée s'élevant au-dessus de plaines côtières. Ces dernières sont composées de roches sédimentaires datant du Crétacé au Quaternaire et reposant sur des roches métamorphiques du Précambrien. Les pentes régulières de la montagne sont interrompues par l'Etinde, au sud, ainsi qu'une profonde vallée partant du sommet et se dirigeant vers le nord-nord-ouest. Le volcan est couvert de son sommet au bas de ses pentes d'une centaine de bouches éruptives qui forment autant de cônes volcaniques,,. Ces bouches éruptives sont nées de fissures volcaniques ouvertes parallèlement à l'orientation de la montagne et au rift de la ligne du Cameroun,. Le sommet du mont Cameroun est composé d'un plateau à environ 3 400 mètres d'altitude sur lequel se dressent des cônes et des cratères volcaniques. L'un d'eux, le Fako, constitue le point culminant de la montagne avec 4 040, 4 070, ou 4 095 mètres d'altitude,,,. Cette altitude en fait le plus haut sommet d'Afrique occidentale et donc du Cameroun,.
La pluviométrie sur ses flancs est parmi les plus élevées d'Afrique avec un record de 14 655 millimètres en 1919 à Debundscha. Ces précipitations sont concentrées en été, durant les mois de juillet, août et septembre. Toutefois, cette forte pluviométrie sur le bas des pentes de la montagne fait place à des conditions arides à partir de 3 000 mètres d'altitude en raison d'une inversion des températures qui bloque les nuages en dessous de cette altitude. À ces altitudes élevées, les pluies laissent parfois place à de la neige.

## Histoire

### Histoire éruptive

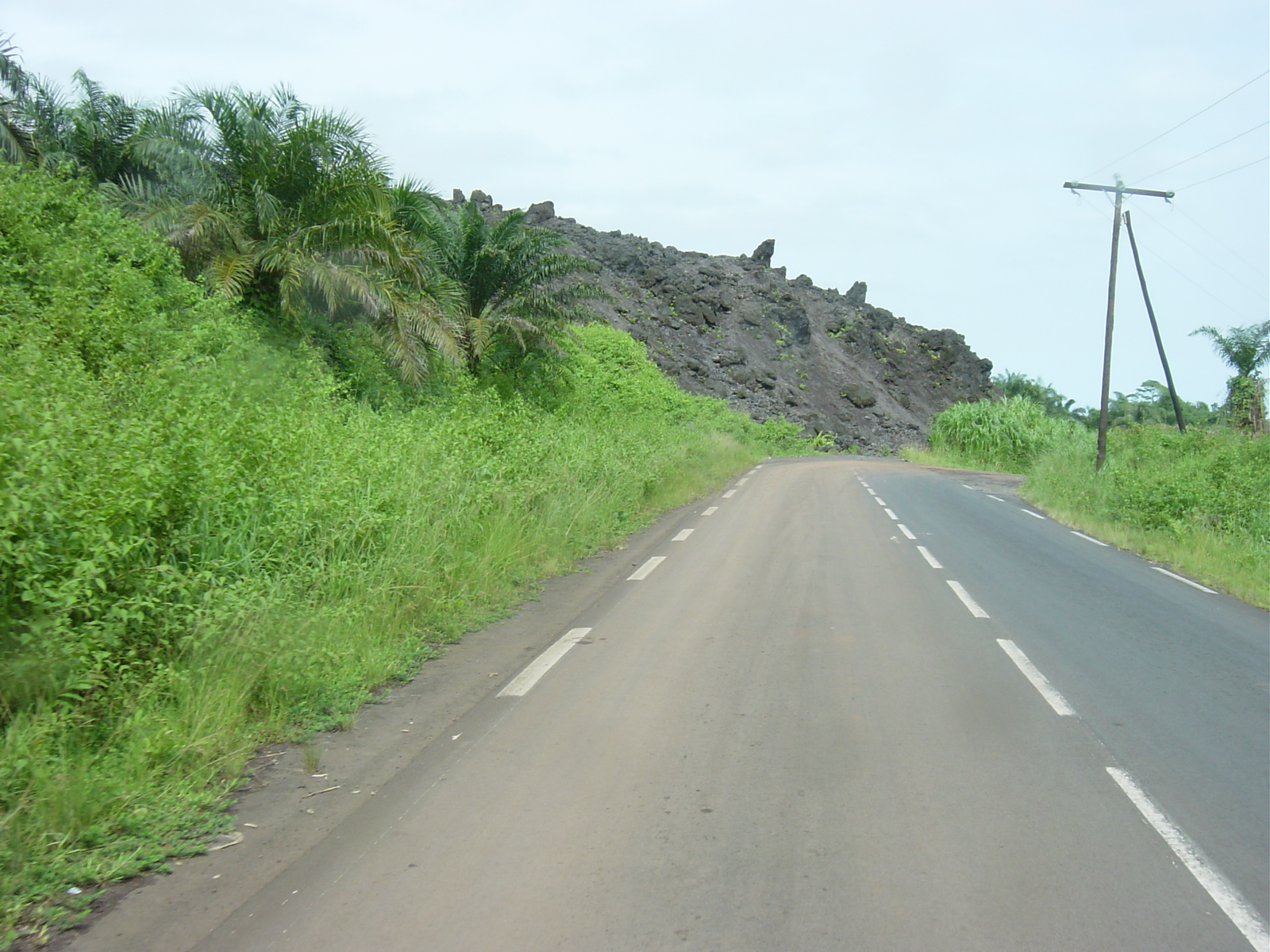
Route barrée par une coulée de lave de l'éruption de 1999.

Le mont Cameroun est le volcan le plus actif de l'Afrique de l'Ouest avec neuf éruptions au cours du XXe siècle. La périodicité moyenne récente de ses éruptions est d'environ quinze ans. L'une de ses éruptions aurait été observée par l'explorateur et général carthaginois Hannon, naviguant alors le long des côtes occidentales africaines au Ve siècle av. J.-C. Depuis l'arrivée des Européens dans la région au XVIIe siècle, ses éruptions effusives de nature hawaïenne et strombolienne sont caractérisées par des explosions d'indice d'explosivité volcanique comprise entre 2 et 3 ainsi que l'émission de coulées de lave depuis le sommet et ses pentes,,. L'éruption de 1909 cause le départ du gouvernement colonial allemand de Buéa pour Douala. Ces coulées de lave atteignent parfois l'océan Atlantique comme c'est le cas en 1922 tandis qu'en 1999, la lave s'est arrêtée à 200 mètres du rivage,. Celle de 1982 a produit des lahars et celle de 2000 un lac de lave,. Si elles peuvent causer des destructions, notamment dans des villages, des cultures et en coupant des routes, ces éruptions n'ont jamais fait de victimes grâce aux évacuations préventives des habitants.

### Histoire humaine
L'érudit, explorateur et écrivain britannique Richard Francis Burton est le premier Européen à avoir réussi l'ascension de la montagne en 1861. L'exploratrice anglaise Mary Kingsley, une des premières à avoir escaladé le mont, relate son expédition dans son récit de 1897 Travels in West Africa.

## Ascension

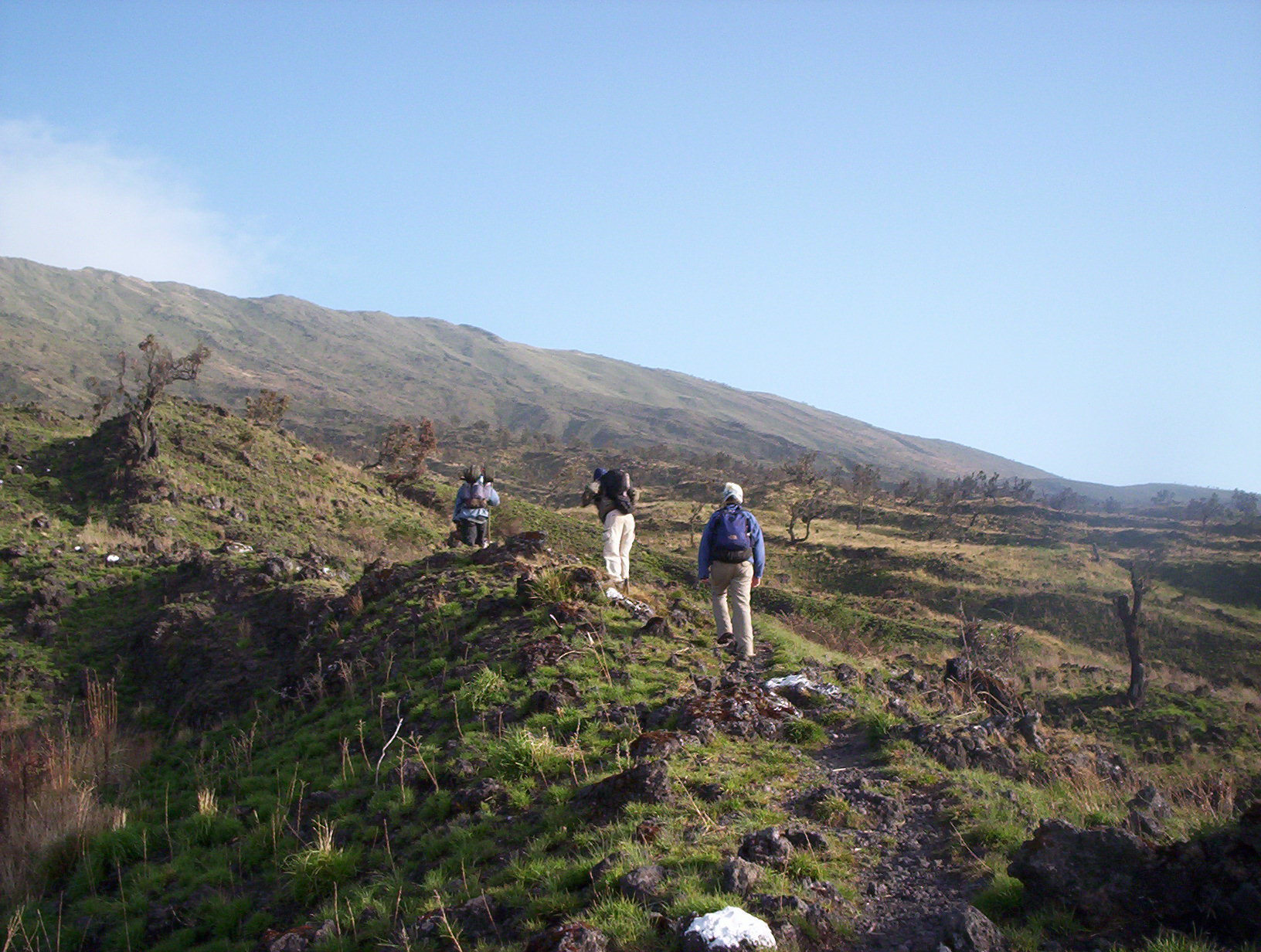
Randonneurs entreprenant l'ascension du mont Cameroun.

L'ascension du mont Cameroun se fait par des sentiers de randonnée. La meilleure période pour l'entreprendre est l'hiver, notamment les mois de décembre, janvier et février.
Chaque année au mois de février se déroule une ascension du volcan appelée Mount Cameroon Race of Hope ou Course de l'espoir. Les meilleurs coureurs mettent environ 4 h 30 à faire l'aller et retour de Buéa. La première épreuve a eu lieu en 1973 et a été sponsorisée par la bière Guinness jusqu'en 2005, date à laquelle la Fédération camerounaise d'athlétisme a repris l'organisation de l'épreuve.

## Démographie
Les pentes du mont Cameroun sont habitées par les Bakweris. Pour cette ethnie bantoue, la montagne est la demeure de leurs dieux et les récentes éruptions sont la conséquence de la mort de leur chef Monono Otto.

## Philatélie
En 1983, la République unie du Cameroun a émis un timbre de 70 F représentant le mont Cameroun en éruption.